# 心跳今夜
《心跳今夜》（日语：ときめきトゥナイト）是日本漫畫家池野戀創作的少女漫畫作品，在集英社漫畫雜誌《Ribon》1982年7月號至1994年10月號連載。由不同年代的3個女主角構成3部，單行本全34卷（本傳全30卷＋完結篇單行本「星的去向」＋單行本「真壁俊的事情」＋單行本「江藤望里的私奔」＋單行本「江藤蘭世的寶箱」）。
1982年被改編為日本電視台電視動畫，全34話。1987年無線電視翡翠台譯為《精靈俏女巫》播出，1996年6月14日至1996年7月31日超級電視台譯為《家有酷妹》播出。
2002年起，連載多少變更了登場角色名字和設定的重製版《心跳午夜》。

## 故事簡介
擁有吸血鬼父親和狼女母親的魔界少女，在軸上描繪了在人界的戀愛過程，超能力、家庭奇幻愛、喜劇。
江藤蘭世是住在人界，有個吸血鬼父親和狼女母親的魔界人的少女。轉校第一天，便對人類的少年·真壁俊一見鍾情，不顧父母的「嚴禁愛上人類」宣言。但是被在魔界的王子·亞倫追求。有一天，接到魔界大王的命令，去找尋在人類世界的另一個王子。而且如果找到王子就會被殺，那個王子的原形是…。

## 登場人物

### 第一部
單行本第1卷～第16卷；文庫本第1卷～第7卷，第8卷為番外總集篇。〔〕在裡面記下第2部以後的事情。
江藤蘭世（聲：原榮里子（日本）、黃麗芳（香港））
第一部的主角。1968年7月27日出生。獅子座。O型。
在人間界出生成長的少女。具有一咬人或物便會變身為對方的能力。前世是二千年前王子約翰‧卡爾羅的妻子〔第2部第1話和俊結婚。〕
港譯：江藤蘭絲
真壁俊（聲：水島裕（日本）、馮錦堂（香港）、于正昌（台灣））
蘭世單戀的人。1968年4月13日出生。白羊座。B型。
是個嘴巴很壞兼粗魯的不良少年，不過都有不言的和善。成長為母子家庭，將來想成為專業拳擊家讓母親快樂，不過其實是以前與王妃一起被放逐的魔界王子（1983年12月25日覺醒）。〔以後變成為專業拳擊家，完全沒有使用魔界人的力量。〕到轉世後隔以前隱藏著不良少年影子。前世是二千年前王子約翰‧卡爾羅，和他一模一樣。對於蘭世的專情，不久……。
動畫版俊在魔界說不定是王子這樣的地方結束了。因為看了蘭世的變身被殺，被蘭世搶救了。
港譯：馬俊平
神谷曜子（聲：富永美衣奈（日本）、袁淑珍（香港））
蘭世和俊的同學。1968年11月8日出生。天蠍座。B型。
成績優秀。神谷組的女兒。以俊青梅竹馬的婚約者自稱。能用咒文變身成曜子狗，後與蘭世成為朋友。在番外篇16歲和力結婚，但很快離婚。〔第2部成為學校保健老師，後與力復婚。〕
港譯：神谷洋子
江藤鈴世（聲：室井深雪（日本）、樂蔚（香港））
蘭世的弟弟。1976年12月24日出生。山羊座。A型。
會變身成狼男。是個成績優秀、頭腦好、漂亮溫柔的小男孩，總是為姐姐的戀情加油。
港譯：江藤靈之
江藤望里 / 望里·愛德華（聲：安原義人（日本）、黃兆強（香港））
蘭世的父親。1683年3月3日出生。雙魚座。A型。
是吸血鬼，能變身成傘，在人界是在當小說家。
港譯：江藤萬里
江藤椎羅 / 椎羅·克雷里（聲：小原乃梨子（日本）、孫明貞（香港））
蘭世的母親。1799年6月26日出生。巨蟹座。O型。狼女。全職主婦。生氣時很恐怖。
與丈夫是超越種族的愛戀。
貝貝（聲：田口昂（日本））
在江藤家所養的魔界的鳥。會說人話。
神谷玉三郎（聲：瀧口順平（日本））
曜子的父親。神谷組的組長。非常溺愛女兒。O型。
亞倫·路克·瓦倫沙（聲：鈴置洋孝（日本））
魔界的王子，俊的雙胞胎弟弟。1968年4月13日出生。白羊座。B型。後來繼承了王位。
黛娜·菲利亞·瓦倫沙 / 真壁華枝（聲：梨羽雪子（日本））
俊和亞倫的母親。生出雙胞胎兒子後，因為被認為是「雙胞胎的王子是不吉利」而和俊一起被放逐在人類世界，之後和解。在人界當上了護士，一個人把幼小的俊扶養長大。是位溫柔又堅強的王妃。O型。
雷德魯夫·安巴雷·瓦倫沙（聲：田邊宏章（日本））
魔界的大王，俊和亞倫的父親。由於相信「雙子的王子是不吉利的」王家傳説，把妻子黛娜與兒子俊流放人間，後來和解。後與冥王大戰之際，為了保護俊而死。B型。
達克·卡爾羅
羅馬的黑社會老大。1955年11月27日出生。射手座。A型。
是二千年前王子的後代，擁有超能力。外貌與俊相似，喜歡蘭世。後在冥王大戰中死亡。
喬治
住在魔界的死神。O型。專門捕獲人間的靈魂，原本要補獲成美的靈魂但中了蘭世和鈴世的激將法而幫忙讓她復活。〔與莎莉結婚。〕
莎莉 / 吉岡沙梨
亞倫派來控制俊，目的令蘭世對俊死心的夢魔。後來被蘭世所感動而成為朋友。〔與喬治結婚。〕
山度（聲：田中秀幸（日本））
操縱霧的魔界人。連繫於魔界和人類世界的使者。A型。
羅羅 / 羅羅·克雷里
椎羅的祖母。
冬馬·愛德華 / 江藤冬馬
望里的祖父。
菲拉·多路·瓦倫沙
亞倫的未婚妻。1968年10月15日出生。天秤座。A型。
平常是個文靜的美女，不過一旦發怒的話就會變成美杜莎的可怕模樣，把眼前的人或物變成石頭。後來與亞倫結婚成為魔界王妃。〔俊和蘭世的結婚日，送了思念池的花給蘭世。〕
美維斯
魔界的魔女。不僅僅是有魔術醫學·藥學·占卜·歷史學等多方面的才能被魔界的王室信賴。緊接之後把生了俊與亞倫的黛娜消去記憶與俊一起放逐的。配合大王的命令去搜索俊。〔第三部是愛良的師傅。〕
筒井圭吾
知道魔界的存在。A型。〔第二部成為電台DJ。〕
河合由里繪
蘭世學校的學生會長。頭腦聰明、容貌端莊。與克是青梅竹馬，喜歡克。其實是河合家的養女，原本河合家真正的女兒出生就死了，母親去孤兒院領養了相似的她回來。AB型。
日野克
俊入學時創了拳擊社入社。死掉的媽媽是河合家的傭人。喜歡由里繪，但因世界不同而對她態度不好。成為俊的好朋友。B型。
冥王（諾齊 / 索恩）
企圖征服魔界的冥界之王。最終戰後以「惣」重生，進入神谷組。
小塚楓（聲：小林優子）
蘭世在中學校的朋友。
鷹羽邦彥（聲：鹽屋翼）
蘭世班級的優等生。原作幾乎沒有登場，不過動畫版登場話數多。
市橋成美
鈴世的女朋友。1977年3月1日出生。雙魚座。O型。
母親早死，與父親和祖母的3人家庭。原本會死於心臟病但被獲救。

### 第2部
單行本第17卷～第22卷；文庫本第9卷～第12卷。〔〕在裡面記下第3部以後的事情。
市橋成美
第2部的主角。吃了魔界思念池的花後得到了與任何東西對話的能力。〔成人後，當了幼稚園老師時心臟病再發會死，後被鈴世與愛良救了。〕
江藤鈴世
成美的青梅竹馬的戀人。狼男。頭腦明晰，體育萬能是學校的紅人。第1部的主角‧蘭世的弟弟。〔長大後成為小學老師，後擔任愛良的老師，與成美結婚後生了緋生與千綺。〕
安西二葉
1976年8月20日出生。獅子座。A型。
剛轉校時喜歡鈴世，後來變成成美的朋友。後來與幸太成為戀人。〔長大後成為人氣女演員，後來結婚就引退了。〕
青柳幸太
1976年5月5日出生。金牛座。AB型。
成美與鈴世的青梅竹馬。鈴世的好朋友。〔長大成為記者並與二葉結婚。〕
吉普魯
月之花精靈。1976年9月18日出生。處女座。A型。
其實是妖精界的王子，小時候被送到魔界由月之花扶養長大，後來成為妖精界之王。〔第三部和瑪娜成為一對。〕
市橋瑪娜
成美的義妹（成美爸爸再婚對象帶來的孩子）。1980年4月21日出生。金牛座。O型。
頑固的個性。其實是妖精界的女孩，吉普魯的堂妹。跟成美的感情很好。成人後也持續遵守著與吉普魯的約定，一直等著他。
真壁蘭世（舊姓・江藤）
第1部的女主角，鈴世的姊姊。
第2部的第1話和戀人·真壁俊結婚。單行本20巻生下長男·卓，成為一子之母。
神谷曜子
成美學校的保健醫生。曾經是蘭世的情敵，現在是成美很好的交談對象。離婚過一次後又再婚。吃過思念池的花後生出了曜子狗。
神谷力
曜子的丈夫。1963年1月1日出生。山羊座。A型。風間組組長的長男。
在第1部的番外編與16歳的曜子結婚，但因為非常討厭狗的原因離婚。努力克服討厭狗的毛病（克服的不算成功）而與曜子再婚了。入贅神谷組。舊姓：風間。
佐伯一郎
成美的學弟。喜歡成美、但領悟到自己贏不過鈴世。但其實是風間組組長的私生子、力同父異母的弟弟。代替力成為風間組的繼承人。
多沙
黑妖精王。想要支配妖精界、人間界、魔界。
能讓人變香菇、花朵枯萎、讓人界開始不和諧爭吵。人類負面的情感是力量泉源、過去人界的戰爭都是由他們掀起。比力還更加討厭狗（黒妖精共同的弱點）。最後被白妖精得到了光之環而喪失能力。
可可·提娜·瓦倫沙
魔界的大王·亞倫的女兒。1986年5月31日出生。雙子座。B型。
任性的公主。雖然只有5歲但是對好男人非常喜歡，喜愛鈴世。敵視成美。
真壁卓
蘭世和俊所生的長子。1991年2月14日出生。水瓶座。O型。
曜子狗
是曜子吃了魔界的花之後誕生出來的超能力狗。

### 第3部
單行本第23卷～第30卷、完結編「星的去向」；文庫本第12卷～第15卷、完結編「星的逝去」第16卷。
真壁愛良
第三部的主角。蘭世和俊的女兒。1994年9月9日出生。處女座。B型。
被預言會成為大魔女。擁有不可思議的八角形石頭項鍊。
波特多
愛良5歳生日的禮物，成美送的幼犬。波波的小孩，曜子狗的孫子。
真壁卓
蘭世和俊的兒子，愛良的哥哥。嘴巴壞的這點跟爸爸一樣，小學時是棒球部後轉為足球部，最後與可可在一起。
真壁蘭世
第1部的主角，愛良的母親。第2部與俊結婚後為專職主婦。舊姓江藤。
水上開陸
愛良5歲時在夢中認識的男孩。和愛良擁有相同的八角形石頭項鍊。真正身份是來自斯特里奧星的唯一殘存的外星人。愛良初戀的人。
新庄彬水
愛良喜歡的人，卓足球部的魔鬼教練，在花屋工作的溫柔大學生。其實他就是開陸。9歲的時候發生沉船意外失去記憶穿越時光來到6年前。在番外篇與愛良化解了世界危機後取回了原本的記憶。
水上亞流土
開陸的養父。
水上真理佳
開陸的義妹。
神谷夢夢
曜子的女兒。和風是雙胞胎。1994年9月10日出生。處女座。AB型。繼承了與媽媽一樣的眉毛。遺傳到媽媽120%的性格，愛良的競爭者兼好朋友。
神谷風
曜子的兒子。和夢夢是雙胞胎。1994年9月10日出生。處女座。A型。繼承了與媽媽一樣的眉毛。喜歡愛良，知道愛良是魔界人。
可可·蒂娜·瓦倫沙
亞倫的女兒。魔界的公主。愛良和卓的堂姐。對鈴世死心後幾年，和卓相愛。
雷恩·巴德克·瓦倫沙
亞倫的兒子。魔界的王子。可可的弟弟，愛良堂兄和卓的堂弟。1991年8月1日出生。獅子座。AB型。
以雙重人格生活能手。喜歡愛良。外貌和母親菲拉一樣，但內在像亞倫。有一段時間寄居在真壁家。

## 出版書籍
- 《心跳今夜》系列
  1. 心跳今夜、全30冊
文庫版、全16冊；新裝版、全12卷 - 只有第一部
  2. 心跳今夜 星的去向、全1冊
  3. 短篇「總是心情激動 星的逝去之後的故事」
為作者出道30週年紀念的番外篇漫畫在「if的畫框」收錄。
  4. 心跳今夜 真壁俊的事情、全1冊
  5. 心跳今夜 江藤望里的私奔、全1册
  6. 心跳今夜 江藤蘭世的寶箱、全1冊
- 心跳今夜 羅曼蒂克相簿
- 心跳午夜 全9卷
- 心跳今夜全5卷（小說化） 文:田中雅美

## 電視動畫
動畫版於日本電視系列，每週星期四19:00-19:30播。作為10年3個月渡行被播放的教養番組《驚異的世界‧文藝作品時間》之後節目開始，不過在本框框的動畫，ytv製作的是11年以來的樣子。
該時期開始了的以13次截止後，本節目也被播放，不過正在夜場季節以中斷的事也多。
再者1982年10月7日開始了的，TBS，在除去富士電視台《SPACE COBRA》，以東京電視台和朝日電視台的各局新節目開始。

### 製作人員
- 原作 - 池野恋（集英社「Ribon」連載）
- 總監督 - 笹川浩
- 系列文藝構成 - 岡部俊夫
- 音樂 - 大谷和夫
- 美術監督 - 門野真理子
- 頭目導演 - 永丘昭典
- 製作人 - 初川則夫（日本電視台）、大野實（讀賣廣告社）、藤原正道（東寶）、對木重次（グループ・タック）
- 制作 - 大橋雄吉（東寶）、田代敦巳（グループ・タック）
- 總作畫監督 - 高澤孫一
- 原画 - 高野登、都丸保、大塚典子、大貫健一、洞澤由美子、大島秀範、水田惠、細谷秋夫、江口俊介、金海由美子、志村宣子、小林勝利、池上裕之、志村宣子、柳瀨讓二、後藤紀子、古川達也、多賀深美、青木悠三、吉本桂子、上妻新作、加藤鏡子、宮脇貴子、中野彰子、鈴木英二、生野裕子、伊藤富士子、金澤勝真、辻久子
- 動畫檢查 - 安西慶江
- 動畫 - 、清水一代、松本明子、生野裕子、石黑篤、澤田博子、野村誠司、辻久子、飯田知憲、池田知奈美、山本佳子、神田郁子、增田文子、鈴木玲子、平井千秋、藍原裕之、島村有美子、西森真由美、遠藤裕己、篠崎治子、緒方多江子、高木弘樹、荒井佐知子、野津真、望月智充、矢野篤、勝田茂、伊藤由紀子、堀江多智子、原鐵夫、柳田吉秋、小野島二美子、吉田悅子、鈴木加代子、門多弘美、高針誠、木口準
- 色彩設計 - 橫瀨瑠美子
- 仕上 -
- 背景 - 龜谷三良、龜崎經史、福井範子、田中靜惠、渡邊由美、永島幸夫、加藤雅子、藤井和子、大崎美良紀、遠山實子、渡部尚美、石川山子、松崎由佳里、吉田陽子、安藤廣美、東潤一、高橋美智子
- 攝影 - 緒方Production、GALLOP、旭Production
- 標題動畫 -
- 編集 - 古川雅士
- 標題 - 片山悟
- 現像 - 東洋現像所（現 - ）
- 音響制作 -
- 音響監督 - 藤山房延
- 效果 - 加藤昭二（アニメサウンドプロダクション）
- 錄音 - 伊東忠美
- 製作協力 -
- 制作擔當 - 金正廣
- 制作進行 - 篠原昭、小泉淑子、須崎博志、菅原啟太、豐住政弘
- 代理店 - 讀賣廣告社
- 製作 - 東寶株式會社、

### 配音團隊
中国大陆普通话版
- 翻译 - 张颖
- 译制导演 - 赵力強
- 录音 - 马荻、強子
- 配音演员 - 孟海燕、马燕、胡小莉、宋照明、徐学政、候子、強子
- 监制 - 钱冠群
- 策划 - 余艳芬
- 统筹 - 王伟
- 集英社・东宝公司出品

### 主題曲
日本
片頭曲－「ときめきトゥナイト」
片頭曲－「Super Love Lotion（スーパー・ラブ・ローション）」（超級·愛·化妝水）
香港
片頭曲－「精靈俏女巫」
作詞：鄭國江，作・編曲：梅志雄，主唱：李麗蕊

### 各話列表
| 話數 | 副標題 | 中文翻譯                 | 劇本            |            | 演出       | 作畫監督 |
| ---- | ------ | ------------------------ | --------------- | ---------- | ---------- | -------- |
| 1    |        | 江藤蘭世的祕密           | 岡部俊夫        |            | 棚橋一德   | 高澤孫一 |
| 2    |        | 通往魔界之門             | 岡部俊夫        | 芝山努     | 吉本桂子   |          |
| 3    |        | 淋浴室的危機             | 岡部俊夫        | 九代三留   | 棚橋一德   | 木場田實 |
| 4    |        | 小小的友情               | 小山高男        |            | 永丘昭典   | 高澤孫一 |
| 5    |        | 蘭世前往魔界             | 岡部俊夫        | 芝山努     | 吉本桂子   |          |
| 6    |        | 霧夜的羅曼史             | 筒井友美        | 小暮輝夫   | 川端蓮司   | 古川達也 |
| 7    |        | 恐怖的校慶               | 五武冬史        | 石黑昇     | 棚橋一德   | 高野登   |
| 8    |        | 戀愛的動作照相機         | 三宅直子        |            | 芝山努     | 吉本桂子 |
| 9    |        | 玉三郎之戀               |                 | 石黑昇     | 棚橋一德   | 木場田實 |
| 10   |        | 透明少女米艾兒           | 芝山努          | 永丘昭典   | 細谷秋夫   |          |
| 11   |        | 滿月的生日               | 小山高男        | 永丘昭典   | 川端蓮司   | 古川達也 |
| 12   |        | 嗯!?蘭世的請求           | 筒井友美        |            | 芝山努     | 吉本桂子 |
| 13   |        | 白色的戀人們             | 五武冬史        | 今川泰宏   | 棚橋一德   | 高野登   |
| 14   |        | 看見了！蘭世是狸貓       |                 |            | 望月智充   | 吉本桂子 |
| 15   |        | 光著身子很抱歉           | 岡部俊夫        | 永丘昭典   | 細谷秋夫   |          |
| 16   |        | 戀愛的青春長跑           |                 | 田代文夫   | 棚橋一德   | 木場田實 |
| 17   |        | 厭世的魔術師             | 筒井友美        | 古澤日出夫 | 小熊公晴   | 小林勝利 |
| 18   |        | 戀愛的標題配對           | 三宅直子        | 望月智充   | 芝山努     | 吉本桂子 |
| 19   |        | 渺小的大巨人             | 今井詔二        |            | 永丘昭典   | 細谷秋夫 |
| 20   |        | 大混亂！有好多蘭世       |                 |            | 永丘昭典   | 細谷秋夫 |
| 21   |        | 來自外星人的情書         | 今井詔二        | 遠藤克己   | 吉田健二郎 | 小林勝利 |
| 22   |        | 心跳加速！睡衣遊戲       | 筒井友美        |            | 永丘昭典   | 細谷秋夫 |
| 23   |        | 桑多的戀愛故事           | 五武冬史        |            | 望月智充   | 吉本桂子 |
| 24   |        | 熱愛！魔界大戰           | 岡部俊夫        | 永丘昭典   | 我妻宏     |          |
| 25   |        | 被看到就要變身，殺掉阿俊 | 岡部俊夫        | 永丘昭典   | 芝山努     | 細谷秋夫 |
| 26   |        | 處刑戰艦！太空戰爭       | 岡部俊夫        |            | 永丘昭典   | 香西隆男 |
| 27   |        | 衝突‧洛奇VS俊            | 今井詔二 石川良 | 望月智充   | 吉本桂子   |          |
| 28   |        | 戀愛獵人突角天使         | 今井詔二 石川良 |            | 永丘昭典   | 細谷秋夫 |
| 29   |        | 衝擊！與未來的接觸       | 岡部俊夫        |            | 芝山努     | 吉本桂子 |
| 30   |        | 來自王子的暗殺命令       | 三宅直子        | 青木悠三   | 永丘昭典   | 香西隆男 |
| 31   |        | 歸來的渡鴉               | 岡部俊夫 五木卓 |            | 望月智充   | 吉本桂子 |
| 32   |        | 冒險！戀人們的小島       | 今井詔二 石川良 | 永丘昭典   | 細谷秋夫   |          |
| 33   |        | 漫畫心跳史話             | 五武冬史        | 永丘昭典   | 香西隆男   |          |
| 34   |        | 熱戀！真愛！三角關係     | 岡部俊夫        | 永丘昭典   | 望月智充   | 吉本桂子 |

## 外部連結
- 少女漫画アーカイブ前編 (アーカイブによるキャッシュ)（日語）
- 少女漫画アーカイブ後編 (アーカイブによるキャッシュ)（日語）